# يورغن هارتمان (أستاذ جامعي)
يورغن هارتمان (بالألمانية: Jürgen Hartmann)‏ هو عالم سياسة ألماني، ولد في 1946.